# 美國新好萊塢電影
美國新好萊塢電影（英語：New Hollywood），又稱美國新浪潮（英語：American New wave），是指在1967年－1976年的好萊塢電影經歷了外來影響之後，以及經歷了從50年代到60年代的商業影片製作的衰退與電視興起對電影的衝擊，從形式到主題進行了的一些改變。

## 背景
好萊塢電影在經歷了義大利新現實主義電影、民族電影興起和法國新浪潮的衝擊影響，以及1950年代到1960年代的商業影片制作衰退，再加上電視節目變多而紛紛不再競標轉映電影等因素下，開始對類型電影從形式到主題進行反思。而面對電視的侵入，美國也開始考慮進行一些技術方面的變革，例如：寬銀幕、立體電影、嗅覺電影等，一系列的新技術推向市場。此外，由於美國面臨政治社會動盪與電影舊體制與觀念的危機，加上青少年次文化興起，因此觀眾群轉向青少年；這些都成為這時期電影革命與演變的主要背景及因素。

## 電影小子出現
此時期「電影小子」有法蘭西斯·柯波拉 (Francis Ford Coppola)、馬丁·史柯西斯 (Martin Scorsese)、喬治·盧卡斯 (George Lucas)、史蒂芬·史匹柏 (Steven Spielberg)。

### 電影小子共同特點
- 皆受過電影專業訓練，了解電影美學、電影攝影及電影史。
- 本身為古典好萊塢電影的擁護者，會與美國電影史對話和致敬。
- 影片都深具個人自覺。

### 電影小子代表
- 法蘭西斯·柯波拉曾被稱為是美國的新浪潮的旗手，是一個擅長表現人的孤獨與暴力的導演。擅於表現：諷刺批判西方對科學自豪文化、影像物變、影音相互辯證、從更新類型到破壞類型。
- 馬丁·史柯西斯為延續幫派電影的重要導演，影片常具自傳行式；喜歡利用人物內心獨白及花俏攝影鏡頭和水平緩慢鏡頭表現。
- 喬治·盧卡斯原為導演，後來成立盧卡斯影業走向幕後（製片、視覺特效）常和好友史蒂芬·史匹柏互相合作。
- 史蒂芬·史匹柏其電影可略分為：速食電影與高品質電影，前者較商業化，能和觀眾對話，例如《大白鯊》、《法櫃奇兵》；後者運用歐洲電影技巧，使好萊塢電影也可增添藝術成份，例如《太陽帝國》。史蒂芬·史匹柏36歲時，就有4部影片被列入美國最上座的10部影片之中。